# Имя мне Ночь
«Имя мне Ночь» (англ. I Am the Night) — американский драматический телесериал, созданный Сэмом Шериданом. В главных ролях снялись Крис Пайн и Индиа Айсли. Премьера сериала на телеканале TNT состоялась 28 января 2019 года.
Сериал базируется на основе мемуаров «Однажды она потемнеет: загадочные корни Фауны Ходел», написанной Фауной Ходел и рассказывающих о её необычном происхождении и об отношениях с её дедушкой, Джорджем Ходелом, главным подозреваемым в печально известном убийстве Элизабет Шорт, также известной как Чёрный Георгин.

## Сюжет
Фауна Ходел, молодая девушка, которая была в младенчестве брошена родной матерью, намерена раскрыть секреты своего прошлого и в конечном итоге идёт по зловещему следу знаменитого доктора и своего деда, подозреваемого в убийстве Чёрного Георгина.

## В ролях
- Крис Пайн — Джей Синглтери, опальный журналист из Лос-Анджелеса и бывший ветеран Корейской войны, который знакомится с Фауной Ходел, когда расследует деятельность её деда, Джорджа Ходела.
- Индиа Айсли — Фауна Ходел, которая выросла, полагая, что является мулаткой, однако неожиданно она узнаёт правду о своих настоящих родителях.
- Джефферсон Мейс — Джордж Ходел, дед Фауны, выдающийся и влиятельный врач из Лос-Анджелеса, который подозревался в убийстве Чёрного Георгина.
- Джейми Энн Оллман — Тамар Ходел, дочь Джорджа Ходела, родная мать Фауны.
- Конни Нильсен — Коринна Ходел, вторая жена Джорджа Ходела.
- Лиленд Орсер — Питер Салливан, редактор и наставник Джея Синглтери.
- Юл Васкес — Биллис, детектив-сержант полиции Лос-Анджелеса, известный своим жестоким поведением.
- Джей Полсон — Олс, детектив полиции Лос-Анджелеса и ветеран Корейской войны, который обязан своей жизнью Джею.
- Тео Маршалл — детектив Кадди.
- Голден Брукс — Джимми Ли Гринвэйд, приёмная мать Фауны.
- Моник Грин — Нина, двоюродная сестра Фауны.
- Шониква Шонда — Тина, двоюродная сестра Фауны.
- Джастин Корнуэлл — Терренс Шай, бойфренд Фауны.
- Дилан Смит — Сепп, подручный Джорджа Ходела.

## Список эпизодов
| № | Название                                             | Режиссёр        | Автор сценария | Дата премьеры   | Зрители (млн) |
| --- | ---------------------------------------------------- | --------------- | -------------- | --------------- | ------------- |
| 1 | «Пилотная серия» «Pilot»                             | Пэтти Дженкинс  | Сэм Шеридан    | 28 января 2019  | 0,898         |
| Журналист-фрилансер Джей Синглтери выполняет разнообразные задания в Лос-Анджелесе, постоянно попадая в неприятности. Отчаявшись, он готов совершить самоубийство. Тем временем в городке Спаркс, штат Невада, окружающие насмехаются над Пэт Оллман, девушкой-мулаткой. Ее мать-алкоголичка, Джимми Ли, пытается защитить Пэт, у которой возникают подозрения о своём происхождении. Пэт узнает из свидетельства о рождении, спрятанного Джимми Ли, что её настоящее имя — Фауна Ходел, и она была брошена 15-летней матерью вскоре после рождения. Фауна звонит своему биологическому дедушке, знаменитому доктору Джорджу Ходелу, который приглашает ее в Лос-Анджелес, и девушка принимает предложение. Джимми Ли выходит на Джея, чтобы журналист вновь занялся делом Джорджа Ходела, о котором он в 1949 году написал статью, разрушившую репутацию Джея. |                                                      |                 |                |                 |               |
| 2 | «Феномен интерференции» «Phenomenon of Interference» | Пэтти Дженкинс  | Сэм Шеридан    | 4 февраля 2019  | 1,16          |
| Фауна приезжает в Лос-Анджелес и пытается встретиться с членами своей белой семьи. Она приходит к особняку Джорджа Ходела, но ей не открывают дверь. Фауна обращается за помощью к Коринне Ходел, второй жене доктора, которая рассказывает нелицеприятную правду о своей приемной дочери Тамар, матери Фауны, утверждая, что ложь Тамар разрушила их семью. Фауна и Коринна отправляются обедать в ресторан, а потом посещают картинную галерею. Коринна также заявляет, что Фауна не мулатка, а её настоящим отцом является французский танцовщик. Фаунна не верит её словам. Тем временем Джей продолжает работать делом о недавнем убийстве проститутки Дженис Брюстер, но также возобновляет расследование дела о клинике нелегальных абортов доктора Джорджа Ходеля и выслеживает Фауну. |                                                      |                 |                |                 |               |
| 3 | «Темный цветок» «Dark Flower»                        | Виктория Махони | Сэм Шеридан    | 11 февраля 2019 | 1,13          |
| Во флэшбеке демонстрируется 1945 год, когда Ходел в причудливой маске участвует в развратной костюмированной вечеринка, за которой тайком наблюдает Тамар. В настоящем времени, в 1965 году, Сепп нагоняет Фауну на улице, но ей удается сбежать от него. Тем временем Джея допрашивает сержант полиции Лос-Анджелеса Биллис, который угрожает ему насилием, но Джей оказывается на свободе благодаря вмешательству детектива Олса, сослуживцу, вместе с ним сражавшимся на Корейской войне. Фауна пробирается в резиденцию Коринны в поисках своей матери и находит обратный адрес Тамар на конверте, отправленном на прошлой неделе. Джей видит, как Фауна выбирается из окна, и ведет её в закусочную, где безуспешно пытается получить информацию о Тамар. Фауна возвращается домой и узнаёт, что Ниро, который пытался ухлёстывать за ней, был убит. Она покидает дом со своим новым другом Терренсом Шаем, который обеспечивает ей кров и даёт возможность позвонить матери. |                                                      |                 |                |                 |               |
| 4 | «Тореадор» «Matador»                                 | Виктория Махони | Сэм Шеридан    | 18 февраля 2019 | 1,01          |
| Фауна и Терренс осматривают место убийства Ниро, и встреченный ими бездомный упоминает мужчину в чёрном «бьюике», который, как подозревает Фауна, длительное время следит за ней. Когда они возвращаются, Фауна находит приглашение от Коринны на хеппенинг. Приехав на выставку, она с удивлением осматривает причудливые художественные объекты. В одной из комнат перформанс устраивает Коринна, одетая в пурпурное платье, которое посетители разрезают на кусочки. Фауна разговаривает с Коринной, однако та отказывается давать информацию о Тамар. Фауне удается заглянуть в адресную книгу Коринны и найти адрес Тамар на Гавайских островах. После ухода с вечеринки на Фауну нападает Сепп. Внезапно появляется Джей, который вступает в драку с Сеппом и вскоре наносит ему смертельный удар. Фауна убеждает Джея избавить от тела и оружия убийства. Фауна готова раскрыть Джею адрес Тамар, если журналист сможет узнать, кем был Сепп. Джей понимает, что Фауна ничего не знает о Ходеле и его клинике абортов, но соглашается сотрудничать. Джей посещает картинную галерею и обнаруживает экспозицию произведений сюрреалистического искусства, принадлежащих доктору Ходелу. Джей понимает, что работы, изображающие фрагменты женских тел, являются вдохновением для убийств, которые он расследует, и что убийства совершены не из-за ненависти. |                                                      |                 |                |                 |               |
| 5 | «Алоха» «Aloha»                                      | Карл Франклин   | Моника Белецки | 25 февраля 2019 | 1,11          |
| Джею удаётся убедить своего редактора Питера Салливана купить ему и Фауне два билета до Гавайев. Невзирая на яростное сопротивление приёмной матери Джимми Ли. Фауна уезжает с Джеем. Оказавшись на Гавайях, они начинают поиски Тамар, которую в конечном итоге находят в уединенном убежище в сельской местности. Фауна наконец узнает от Тамары правду о своем рождении: она является плодом кровосмесительных отношений между Тамар и Джорджем Ходелем. Тамар солгала, что отец Фауны — негр, потому что всегда восхищалась чёрными. Тамар показывает Джею картины, присланные ей отцом, на которых изображены женщины, в убийстве которых он подозревается. В их числе есть и портрет Элизабет Шорт, Чёрного Георгина. После возвращения в Лос-Анджелес Джей и Фауна обнаруживают, что в городе начались столкновения на расовой почве. Джей договаривается о встрече с Салливаном, но оказывается, что его наставник сдал его Биллису, и полицейские берут его под арест. Тем временем Ходел прибывает в Спаркс и пытается убить Джимми Ли. |                                                      |                 |                |                 |               |
| 6 | «Ферзевый гамбит принят» «Queen's Gambit, Accepted»  | Карл Франклин   | Сэм Шеридан    | 4 марта 2019    | 1,15          |
| Фауна узнаёт о том, что Джимми Ли попала в больницу и навещает Коринну, чтобы попросить денег на покупку билета на автобус до Невады. Коринна предлагает ей лимонад с подмешанным алкоголем, в результате чего девушка теряет сознание, и Коринна передает её Джорджу Ходелу. В полицейском участке Биллис и Кадди жестоко избивают Джея, чтобы вынудить его прекратить расследование деятельности Ходела. Джей апеллирует к чувству справедливости Биллиса и предлагает убить Ходела, чтобы избавить Биллиса от его влияния. Биллис организует полицейский транспорт и отдает Джею ключ к наручникам для побега. Фауна просыпается в доме Ходела и понимает, что она стала его следующим арт-проектом и жертвой. Ей удаётся сбить Ходела с ног и сбежать из подвала. В доме она встречает Джея, который намерен убить Ходела, но тот исчез. Фауна возвращается в Неваду к Джимми Ли. Джей перебирается на Гавайи и продолжает сражаться с внутренними демонами. Ходел вместе со своей женой Юной находит укрытие на Филиппинах. |                                                      |                 |                |                 |               |

## Критика
Сериал в целом получил положительные отзывы от кинокритиков. На сайте Rotten Tomatoes сериал имеет рейтинг 73% на основе 70 рецензий со средним баллом 6,3/10. На сайте Metacritic сериал имеет оценку 59 из 100 на основе 26 рецензий критиков.

### Номинации
| Награда          | Год  | Категория                                         | Номинант    | Результат | Примечания   |
| ---------------- | ---- | ------------------------------------------------- | ----------- | --------- | ------------ |
| Satellite Awards | 2020 | Лучшая мужская роль в мини-сериале или телефильме | Крис Пайн   | Номинация | [ 9 ] [ 10 ] |
| Satellite Awards | 2020 | Лучшая женская роль в мини-сериале или телефильме | Индиа Айсли | Номинация | [ 9 ] [ 10 ] |